# Kaarlimõisa
Kaarlimõisa – wieś w Estonii, w prowincji Tartu, w gminie Mäksa.